# Запис Поповића орах (Трнава)
Запис Поповића орах (Трнава) се налази на парцели чији је власник Поповић Гаврило.

## Локација
| Општина             | Чачак                                                                       |
| Катастарска општина | Трнава                                                                      |
| Потес               | Илијак                                                                      |
| Координате          | 43° 50′ 15″ С; 20° 21′ 37″ И / 43.837400000000002° С; 20.360299999999999° И |
| Надморска висина    | 373m                                                                        |

## Карактеристике
Дендрометријске вредности утврђене на терену и сателитским снимцима:
| Стабло                     | Орах |
| Висина стабла              | m    |
| Обим дебла                 | m    |
| Пречник крошње             | 10m  |
| Пречник дебла              | m    |
| Висина дебла до прве гране | m    |

## База записа
Запис је у оквиру Викимедија пројекта "Запис - Свето дрво" заведен под редним бројем 0796.